# Пам'ятки монументального мистецтва Волинської області
Станом на 1 жовтня 2008 року у Волинській області нараховується 33 пам'ятки монументального мистецтва, одна з яких - національного значення. 
| №№ п/п                     | Охоронний но-мер           | Місцезнахо-дження пам’ятника, його адреса   | Найменування пам’ятника                                        | Датування                  | Автор                                                     | Дата споруд-ження          | Дата і № рішення облвиконкому (адміністрації), постанови Кабінету Міністрів України про взяття пам’ятника під охорону | На чиєму утриманні знаходиться    |
| Володимир-Волинський район | Володимир-Волинський район | Володимир-Волинський район                  | Володимир-Волинський район                                     | Володимир-Волинський район | Володимир-Волинський район                                | Володимир-Волинський район | Володимир-Волинський район                                                                                            | Володимир-Волинський район        |
| -------------------------- | -------------------------- | ------------------------------------------- | -------------------------------------------------------------- | -------------------------- | --------------------------------------------------------- | -------------------------- | --- | --------------------------------- |
| 1.                         | 298                        | с.Амбуків                                   | Пам’ятник Герою Радянського Союзу В. В. Петрову                | 1941                       | Єгоров А.                                                 | 1972                       | 477-р від 28.11.75 р.                                                                                                 | Виконкому Лудинської с/р          |
| 2.                         | 566                        | с.Микитичі                                  | Пам’ятник Герою Радянського Союзу А. С. Грисюку                | 1944                       | Расіна З. І.                                              | 1983                       | 267-р від 25.08.86 р.                                                                                                 | Виконкому Микитичівської с/р      |
| 3.                         | 639                        | м.Устилуг                                   | Погруддя І. Ф. Стравінського                                   | 1882-1971                  | Байдуков О.                                               | 1994                       | 228-р від 22.07.85 р.                                                                                                 | Виконкому Устилузької м/р         |
| Горохівський район         |                            |                                             |                                                                |                            |                                                           |                            | |                                   |
| 1.                         | 77                         | м. Берестечко, вул. Незалежності            | Пам’ятник Богдану Хмельницькому                                | ? -1657                    | Львівський художньо-виробничий комбінат                   | 1954                       | 360-р від 04.08.69 р.                                                                                                 | Виконкому Берестечківської м/р    |
| 2.                         | 78                         | м. Берестечко, вул. Незалежності            | Пам’ятник Т. Г. Шевченку                                       | 1814-1861                  | Львівський художньо-виробничий комбінат                   | 1964                       | 360-р від 04.08.69 р.                                                                                                 | Виконкому Берестечківської м/р    |
| 3.                         | 81                         | с. Мерва                                    | Пам’ятник Богдану Хмельницькому                                | ? -1657                    | Львівський художньо-виробничий комбінат                   | 1964                       | 360-р від 04.08.69 р.                                                                                                 | Виконкому Мервинської с/р         |
| Ківерцівський район        |                            |                                             |                                                                |                            |                                                           |                            | |                                   |
| 1.                         | 625                        | с.Дубище                                    | Пам’ятник генералу армії, Герою Радянського Союзу М.Ф.Ватутіну | 1901-1944                  |                                                           | 1971                       | 267-р від 25.08.86р.                                                                                                  | Виконкому Дубищенської с/р        |
| 2.                         | 568                        | с.Суськ                                     | Пам’ятник Герою Радянського Союзу В.О.Киричуку                 | 1944                       | Охріменко, Буковинський                                   | 1980                       | 65-р від 10.02.82р.                                                                                                   | Виконкому Суської с/р             |
| 3.                         | 565                        | смт.Цумань                                  | Пам’ятник герою Радянського Союзу Д.П.Васильєву                | 1944                       | Гапонюк Б., Федчук Л.                                     | 1980                       | 65-р від 10.02.82р.                                                                                                   | Виконкому Цуманьської сел./р.     |
| 4.                         | 890                        | с.Човниця                                   | Погруддя Кравчука М.П., академіка АН УРСР                      | 1892-1942                  |                                                           | 1987                       | 265-р від 24.12.91р.                                                                                                  | Виконкому Озерської с/р           |
| Ковельський район          |                            |                                             |                                                                |                            |                                                           |                            | |                                   |
| 1.                         | 129                        | с.Дубове                                    | Пам’ятник Т. Г. Шевченку                                       | 1814-1861                  | Львівська кераміко- скульптурна фабрика                   | 1955                       | 360-р від 04.08.69р.                                                                                                  | Виконкому Дубівської с/р          |
| 2.                         | 654                        | с.Дубове                                    | Пам’ятник Олійнику В. К., Герою Радянського Союзу              | 1944                       | Львівська кераміко- скульптурна фабрика                   | 1983                       | 142-р від 29.04.84р.                                                                                                  | Виконкому Дубівської с/р          |
| 3.                         | 112                        | с.Колодяжне                                 | Пам’ятник Лесі Українці                                        | 1871-1913                  | Сколоздра В. І.                                           | 1958                       | 360-р від 04.08.69 р.                                                                                                 | Виконкому Колодяжненської с\р     |
| 4.                         | 131                        | с. Колодяжне                                | Пам’ятник Лесі Українці                                        | 1871-1913                  | Кальченко Г. Н.                                           | 1958                       | 360-р від 04.08.69р.                                                                                                  | Виконкому Колодяжненської с\р     |
| 5.                         | 570                        | с.Поповичі                                  | Пам’ятник Мартинюку Г.Ф.                                       | 1907-1944                  |                                                           | 1977                       | 65-р від 10.02.82р.                                                                                                   | Виконкому Поповичівської с/р      |
| 6.                         | 352                        | с.Уховецьк                                  | Пам’ятник Васюті М. А.                                         | 1911-1943                  | Львівська кераміко-скульптурна фабрика                    | 1970                       | 477-р від 28.11.75 р.                                                                                                 | Виконкому Уховецької с/р          |
| Луцький район              |                            |                                             |                                                                |                            |                                                           |                            | |                                   |
| 1.                         | 370                        | с.Коршів                                    | Пам’ятник Лесі Українці                                        | 1870-1914                  | Львівська кераміко-скульптурна фабрика                    | 1971                       | 477-р від 28.11.75 р.                                                                                                 | Виконкому Ратнівської с/р         |
| 2.                         | 580                        | смт.Торчин                                  | Пам’ятник С. Ф. Гнатюку                                        | 1945                       | Крвавич Д. П.                                             | 1976                       | 65-р від 10.02.82 р.                                                                                                  | Виконкому Торчинської сел./р      |
|                            |                            |                                             |                                                                |                            |                                                           |                            | |                                   |
| Любомльський район         |                            |                                             |                                                                |                            |                                                           |                            | |                                   |
| 1.                         | 737                        | м.Любомль, вул. Привокзальна                | Пам’ятник Богдану Хмельницькому                                | 1595-1657                  |                                                           | 1985                       | 267-р від 25.08.86 р.                                                                                                 | Виконкому Любомльської м/р        |
| Маневицький район          |                            |                                             |                                                                |                            |                                                           |                            | |                                   |
| 1.                         | 803                        | смт.Маневичі, біля СШ № 2                   | Пам’ятник Герою Радянського Союзу А. Бринському                |                            | Байдуков О. О., Герман Ю.                                 | 1987                       | 103-р від 25.04.88 р.                                                                                                 | Виконкому Маневицької сел/р       |
| 2.                         | 745                        | с.Старий Чорторийськ, біля контори колгоспу | Пам’ятник Соколу І. Г. – Герою Радянського Союзу               | 1941-1945                  | Гапонюк М.                                                | 1983                       | 267-р від 25.08.86 р.                                                                                                 | Виконкому Старочорто-рийської с/р |
| Ратнівський район          |                            |                                             |                                                                |                            |                                                           |                            | |                                   |
| 1.                         | 609                        | смт.Ратне                                   | Пам’ятник Герою Радянського Союзу Газіну В. П.                 | 1920-1944                  | Сафаров Р. П.,Тіпонян Р. А.                               | 1978                       | 65-р від 10.02.82 р.                                                                                                  | Виконкому Ратнівської сел./р      |
| Рожищенський район         |                            |                                             |                                                                |                            |                                                           |                            | |                                   |
| 1.                         | 246                        | м.Рожище                                    | Пам’ятник Богдану Хмельницькому                                | 1595-1657                  | Львівська кераміко-скульптурна фабрика                    | 1954                       | 360-р від 04.08.69 р.                                                                                                 | Виконкому Рожищенської м./р       |
| 2.                         | 290                        | с.Топільне                                  | Пам’ятник М. Ф. Ватутіну                                       |                            |                                                           | 1969                       | 176-р від 10.05.73р.                                                                                                  | Виконкому Топільненської с/р      |
| Турійський район           |                            |                                             |                                                                |                            |                                                           |                            | |                                   |
| 1.                         | 634                        | с.Бобли                                     | Пам’ятник Герою Соціалістичної праці Панасюку О. С.            | 1906-1980                  | Львівська кераміко-скульптурна фабрика                    | 1982                       | 142-р від 29.04.84р.                                                                                                  | Виконкому Боблівської с/р         |
| м.Ковель                   |                            |                                             |                                                                |                            |                                                           |                            | |                                   |
| 1.                         | 29                         | вул. Котовського                            | Пам’ятник Богдану Хмельницькому                                |                            | Львівський художньо-виробничий комбінат                   | 1954                       | 360-р від 04.08.69р.                                                                                                  | Виконкому Ковельської м/р         |
| м.Луцьк                    |                            |                                             |                                                                |                            |                                                           |                            | |                                   |
| 1.                         | 166                        | вул. Корольова                              | Пам’ятник Т.Г.Шевченку                                         | 1814-1861                  |                                                           | 1964                       | 360-р від 04.08.69р.                                                                                                  | Виконкому Луцької м/р             |
| 2.                         | 16                         | вул. Глушець, парк ім. Лесі Українки        | Пам’ятник Лесі Українці                                        | 1871-1913                  | Муравін Л.Д.                                              | 1966                       | 360-р від 04.08.69 р.                                                                                                 | Виконкому Луцької м/р             |
| 3.                         | 15                         | вул. Лесі Українки                          | Пам’ятник С. І. Бойку                                          | 1901-1930                  | Неверов А. Г.                                             | 1969                       | 360-р від 04.08.69 р.                                                                                                 | Виконкому Луцької м/р             |
| 4.                         | 428                        | вул. Плитниця                               | Пам’ятник П. Савельєвій                                        | 1941-1945                  | Борисенко В. М., Подольський В., Садовський Й.            | 1972                       | 477-р від 28.11.75 р.                                                                                                 | Виконкому Луцької м/р             |
| .                          | 542                        | пл. Театральна                              | Пам’ятник Лесі Українці                                        | 1871-1913                  | Німенко А. В., Обезюк М. Н., Жигулін В. К., Кілессо С. К. | 1977                       | постанова КМУ № 1761 від 27.12.01р.                                                                                   | Виконкому Луцької м/р             |
| 6.                         | 692                        | пр.Волі                                     | Пам’ятник Т. Г. Шевченку                                       | 1814-1861                  | Кунцевич Е., Стукалов О., Бідзіля А.                      | 1995                       | 415-р від 22.06.99 р.                                                                                                 | Виконкому Луцької м/р             |
|                            |                            |                                             |                                                                |                            |                                                           |                            | |                                   |

## Джерело
- Пам’ятки Волинської області [Архівовано 9 листопада 2016 у Wayback Machine.]